# Krutojar (obwód saratowski)
Krutojar (ros. Крутояр) – wieś (sieło) w Rosji, w obwodzie saratowskim, w rejonie jekatierinowskim. W 2010 liczyła 570 mieszkańców.